# پایکوبی (آلبوم)
 پایکوبی نام آلبوم موسیقی اثر حسین علیزاده، هنرمند ایرانی است که در سبک سنتی بدون کلام تهیه شده و دارای ۱۴ قطعه است. داریوش زرگری نیز در این اثر به عنوان نوازنده تمبک همکاری داشته است. این آلبوم بداهه نوازی در دستگاه چهارگاه می باشد.

## فهرست آهنگ‌ها
| ردیف | آهنگ                    |
| ۱    | درآمد                   |
| ۲    | چهارمضراب               |
| ۳    | زابل                    |
| ۴    | مویه                    |
| ۵    | مخالف                   |
| ۶    | ضربی مخالف              |
| ۷    | قطعه یورتمه             |
| ۸    | چهارمضراب               |
| ۹    | تحریر حصار              |
| ۱۰   | تحریر                   |
| ۱۱   | قطعه هلهله              |
| ۱۲   | هفت ضربی چهارگاه (سرور) |
| ۱۳   | رجز، منصوری، نغمه       |
| ۱۴   | رنگ پایکوبی             |